# Littleton Kirkpatrick
Littleton Kirkpatrick (* 19. Oktober 1797 in New Brunswick, New Jersey; † 15. August 1859 in Saratoga Springs, New York) war ein US-amerikanischer Politiker. Zwischen 1843 und 1845 vertrat er den Bundesstaat New Jersey im US-Repräsentantenhaus.

## Werdegang
Littleton Kirkpatrick besuchte bis 1815 das Princeton College. Nach einem anschließenden Jurastudium in Washington, D.C. und seiner 1821 erfolgten Zulassung als Rechtsanwalt begann er in New Brunswick in diesem Beruf zu arbeiten. Später schlug er als Mitglied der 1828 gegründeten Demokratischen Partei eine politische Laufbahn ein. Zwischen 1831 und 1836 war er Kreisrat im Middlesex County; in den Jahren 1841 und 1842 amtierte er als Bürgermeister von New Brunswick. Von 1841 bis 1859 war er Kurator des Rutgers College.
Bei den Kongresswahlen des Jahres 1842 wurde Kirkpatrick im vierten Wahlbezirk von New Jersey in das US-Repräsentantenhaus in Washington gewählt, wo er am 4. März 1843 die Nachfolge von John Patterson Bryan Maxwell antrat. Bis zum 3. März 1845 konnte er eine Legislaturperiode im Kongress absolvieren. Diese Zeit war von den Spannungen zwischen Präsident John Tyler und den Whigs geprägt. Außerdem wurde damals über eine mögliche Annexion der seit 1836 von Mexiko unabhängigen Republik Texas diskutiert. Während seiner Zeit als Kongressabgeordneter war Kirkpatrick Vorsitzender des Committee on Revisal and Unfinished Business.
Nach dem Ende seiner Zeit im US-Repräsentantenhaus zog sich Littleton Kirkpatrick aus der Politik zurück. Er starb am 15. August 1859 in Saratoga Springs.